# زنان بختیاری
زنان بختیاری ایفاگر نقش‌های مهمی در اجتماع، سیاست و اقتصاد ایران بوده و هستند. یکی از برجسته‌ترین نقش‌های تاریخ معاصر در ایل بختیاری و به خصوص دوره قاجار را بی‌بی مریم بختیاری مشهور به سردار مریم بختیاری، از زنان فعال در انقلاب مشروطه ایفا کرده‌است. همچنین بی‌بی کوکب بختیار از دیگر زنان فعال اجتماعی در دوره قاجار بوده‌است که او را با عنوان نخستین زن سفرنامه‌نویس ایرانی می‌شناسند. بسیاری از سیاحان اروپائی و انگلیسی معتقد بوده‌اند، در عصری که زن ایرانی از هرگونه فعالیت اجتماعی محروم بوده‌است، زنان بختیاری بدون نقاب، در اجتماع ظاهر شده و از آزادی بیشتری برخوردار بوده‌اند.

### جایگاه اجتماعی زن در ایل بختیاری
حضور فعال زن و جایگاه اجتماعی او در ایل بختیاری، ازجمله نکاتی است که مورد توجه سیاحان اروپایی بوده‌است. برخی از سیاحان جایگاه و موقعیت ویژه زن در ایل بختیاری را تا حد بسیاری، همانند مقام زن در ایران اساطیری می‌دانند. از دیگر فعالیت‌های زنان بختیاری در گذشته تاکنون، توجه به امور بهداشتی و طبابت بوده‌است و بسیاری از سفرنامه نویسان خارجی از مهارت زنان بختیاری در علم طبابت نوشته‌اند که به حکیم معروف بوده‌اند.

### جایگاه سیاسی زن در ایل بختیاری
زن بختیاری در سیاست، نقش‌های مهمی داشته‌اند و بیشتر سیاستمداران از مشاورت آنها بهره جسته‌اند تا جایی که فتح اصفهان (انقلاب مشروطه ایران) با ابتکار و توصیه «بی بی صاحب جان» دختر رضاقلی خان ایل بیگی انجام گرفته‌است. در گذشته زن‌های خان به بی بی معروف بودند و زمانی که همسرانشان در سفر بودند، زنان سررشته امور ملک را به‌دست می‌گرفتند. زنان بختیاری مستقل از شوهر دارای تشکیلات جداگانه‌ای داشتند و اگر در خانه شوهرانشان بدرفتاری می‌دید بدون هیچ مانعی به خانه پدر یا برادرش برمی‌گشت. در رسیدگی به امور ایلی و محلی و دیگر مسؤلیتهای گوناگون، زن بختیاری یکی از دستیاران همسرش به حساب می‌آمد. بی بی که زن مهم ایل بختیاری بود از مُهر خاص خود برای انجام معاملات استفاده می‌کرد سردار بی بی مریم، دختر حسینقلی‌خان بختیاری از تاریخ‌سازترین زنان بختیاری در سیاست به حساب می‌آید. او برای حفظ مشروطه، اسلحه به دست گرفت و در مقابل قزاقها جنگید و در جنگ جهانی اول نیز، در برابر روس و انگلیس مبارزه کرد.

### جایگاه اقتصادی زن در ایل بختیاری
از دیرباز یکی از مهم‌ترین مشاغل ایل بختیاری تولید دام بوده‌است که زن بختیاری در چنین فعالیتی نقش بارزی را ایفا می کند. فعالیت‌های دامداری و جابه جایی کوچ، وابسته به کار و فعالیت زنان بختیاری بوده‌است. همچنین زنان بختیاری و به خصوص ایلات و عشایر بیش از زنان جامعه شهری در تولید و جمع‌آوری گیاهان دارویی و خوراکی، خانه‌داری و تربیت فرزندان، دوشیدن شیر، آب‌به‌دوش‌کشیدن، دوغ‌زدن و درست‌کردن ماست، پنیر، کره، کشک و روغن، پختن نان، رنگرزی، صنایع‌دستی، بافتن قالی و قالیچه و دباغی و برزگری تبحر داشته‌اند. زنان ایل بختیاری در مدیریت و سرپرستی امور اقتصادی خانواده کم‌نظیر هستند.